# اداوالی
اداوالی (به انگلیسی: Adavalli) در هند است که در کارناتاکا واقع شده‌است.